# カトーレック
カトーレック株式会社は香川県高松市で創業し、東京都江東区に本社を置く、EMS事業（電子機器製造受託サービス）と物流業を営む会社である。もともと加藤汽船株式会社が陸運業の免許を取得し、その陸運部門が独立して、1967年に加藤陸運株式会社となった。その後EMS事業の伸長に合わせて1992年にカトーレック株式会社に社名を変更した。
物流業としては、国内で3PL、特別積み合わせ、倉庫保管、美術品輸送、通関などを行うほか、タイ、ベトナム、香港にも現地法人があり、倉庫業を中心に事業を行っている。
1990年代からEMS事業に参入し、国内に2工場、海外は8か国（インドネシア、タイ、フィリピン、ベトナム、マレーシア、中国、メキシコ、インド）に10工場を数える。
2021年度のグループ全体の売り上げは926億円で、うちEMS事業が73%（世界のEMSランキングで凡そ30位）、物流事業が27%である。
また、カトーレックの創業者・加藤達雄は1976年高松市の屋島南麓に「四国民家博物館」（現在は公益財団法人）を開設した。凡そ50,000㎡の敷地に、四国4県から約30棟の古民家等を移築復元し、凡そ20,000点の民具とともに保存・公開している。カトーレック株式会社はCSRとして、同博物館の開設以来財政的に支援している。
社名の「レック」はLogisticsのL、ElectronicsのE、CultureのCからとった「LEC」で、社名の英語表記はKatolec Corporation である。

## 沿革
- 1967年（昭和42年） - 加藤汽船株式会社の陸運部門を加藤陸運株式会社として分離
- 1992年（平成4年） - 商号をカトーレック株式会社に変更
- 2003年（平成15年） - 本店を東京都江東区枝川二丁目8番7号に移転
- 2017年（平成29年） - インドにて電子機器製造受託サービス事業を行う合弁会社「Minda Katolec Electronics Service Private Limited.」を設立[3]